# Enharmonie
 (juin 2019).
Dans la musique tonale à tempérament égal, une enharmonie est l'équivalence pratique de deux notes nommées différemment mais produisant le même son. Des notes enharmoniques ont donc la même hauteur, mais des noms différents. Dans la gamme chromatique les notes enharmoniques ne sont plus identiques mais diffèrent d'un comma. L'adjectif enharmonique fait donc référence à des notes différant d'un comma dans la gamme chromatique mais confondues dans la gamme tempérée.
Ainsi, do ♯ et ré ♭, ou sol ♯ et la ♭ par exemple (il y en a d'autres), sont des enharmonies. Sur un piano, ces sons sont obtenus en frappant la même touche. En solfège, les intervalles de seconde diminuée sont formés de notes enharmoniques appelées également notes synonymes. L'équivalence enharmonique est l'égalité de son de deux notes enharmoniques.
L'enharmonie permet des modulations (changements de tonalité) étonnantes, par l'utilisation d'une note « pivot » qui appartient par enharmonie à deux tonalités très éloignées l'une de l'autre. Dans une pièce pour clavecin intitulée L'Enharmonique, Jean-Philippe Rameau exploite ce procédé modulatoire pour la première fois.

## Liste des enharmonies
Tous les sons de la gamme chromatique peuvent, par enharmonie, avoir deux ou même trois noms différents :
| 1er nom                 | 2e nom          | 3e nom                  | Exemple musical                                                                                             |
| ----------------------- | --------------- | ----------------------- | --- |
| sol dièse (sol ♯)       | la bémol (la ♭) |                         | La lecture audio n'est pas prise en charge dans votre navigateur. Vous pouvez télécharger le fichier audio. |
| sol double dièse (sol ) | la              | si double bémol (si )   | La lecture audio n'est pas prise en charge dans votre navigateur. Vous pouvez télécharger le fichier audio. |
| la dièse (la ♯)         | si bémol (si ♭) | do double bémol (do )   | La lecture audio n'est pas prise en charge dans votre navigateur. Vous pouvez télécharger le fichier audio. |
| la double dièse (la )   | si              | do bémol (do ♭)         | La lecture audio n'est pas prise en charge dans votre navigateur. Vous pouvez télécharger le fichier audio. |
| si dièse (si ♯)         | do              | ré double bémol (ré )   | La lecture audio n'est pas prise en charge dans votre navigateur. Vous pouvez télécharger le fichier audio. |
| si double dièse (si )   | do dièse (do ♯) | ré bémol (ré ♭)         | La lecture audio n'est pas prise en charge dans votre navigateur. Vous pouvez télécharger le fichier audio. |
| do double dièse (do )   | ré              | mi double bémol (mi )   | La lecture audio n'est pas prise en charge dans votre navigateur. Vous pouvez télécharger le fichier audio. |
| ré dièse (ré ♯)         | mi bémol (mi ♭) | fa double bémol (fa )   | La lecture audio n'est pas prise en charge dans votre navigateur. Vous pouvez télécharger le fichier audio. |
| ré double dièse (ré )   | mi              | fa bémol (fa ♭)         | La lecture audio n'est pas prise en charge dans votre navigateur. Vous pouvez télécharger le fichier audio. |
| mi dièse (mi ♯)         | fa              | sol double bémol (sol ) | La lecture audio n'est pas prise en charge dans votre navigateur. Vous pouvez télécharger le fichier audio. |
| mi double dièse (mi )   | fa dièse (fa ♯) | sol bémol (sol ♭)       | La lecture audio n'est pas prise en charge dans votre navigateur. Vous pouvez télécharger le fichier audio. |
| fa double dièse (fa )   | sol             | la double bémol (la )   | La lecture audio n'est pas prise en charge dans votre navigateur. Vous pouvez télécharger le fichier audio. |

À l'exception des fa, do et sol double dièse, les notes avec une altération double (double dièse ou double bémol) sont rares car n'appartenant pas aux gammes courantes (jusqu'à sept altérations à l'armure). Elles peuvent néanmoins faire partie des tons voisins, particulièrement de do ♭ majeur ou la ♭ mineur, ou d'un emprunt modulant comme do ♭ majeur ↔ do ♭ mineur. Elles servent aussi aux instruments transpositeurs comme le hautbois d'amour et la clarinette en la qui, lisant une partition en ut, doivent ajouter 3 bémols à la clé et donc parfois dépasser le cycle des gammes habituelles. Il n'est pas rare d'ailleurs que ces transpositions se fassent par enharmonie, simplifiant ainsi la lecture (en transposant, il peut être plus facile de lire en sol ♯ mineur qu'en la ♭ mineur).

## Gammes enharmoniques
Les gammes enharmoniques sont des gammes de même hauteur de son, mais de noms différents.
Pour les gammes majeures :
- do ♯ majeur (7 dièses à la clé) et ré ♭ majeur (5 bémols à la clé) ;
- fa ♯ majeur (6 dièses à la clé) et sol ♭ majeur (6 bémols à la clé) ;
- si majeur (5 dièses à la clé) et do ♭ majeur (7 bémols à la clé).

Pour les gammes mineures :
- la ♯ mineur (7 dièses à la clé, et sensible sol 𝄪) et si ♭ mineur (5 bémols à la clé, et sensible la ♮) ;
- ré ♯ mineur (6 dièses à la clé, et sensible do 𝄪) et mi ♭ mineur (6 bémols à la clé, et sensible ré ♮) ;
- sol ♯ mineur (5 dièses à la clé, et sensible fa 𝄪) et la ♭ mineur (7 bémols à la clé, et sensible sol ♮).

Remarques :
- pour deux gammes enharmoniques, le nombre de dièses à la clé de la première gamme et le nombre de bémols à la clé de la seconde gamme représentent toujours un total de 12 altérations. Les théoriciens de la musique expliquent ce fait en remarquant qu'une octave comprend douze demi-tons ou encore qu'une succession de douze quintes ascendantes fait passer d'une note (quelconque) à sa note enharmonique ;
- dix gammes enharmoniques sont inutilisées. Les gammes de sol ♯ majeur, ré ♯  majeur, la ♯ majeur, mi ♯ majeur, si ♯ majeur et leurs relatives mineures ne peuvent pas exister à moins de mettre des doubles dièses car le principe est de pouvoir solfier la gamme en nommant toutes les sept notes ;
- les dix autres gammes enharmoniques sont aussi inutilisées du fait cette fois de la présence de doubles bémols (fa ♭, si 𝄫, mi 𝄫, la 𝄫, ré 𝄫 et leurs relatives mineures).

## Enharmonie dans la musique de la Grèce antique
Dans la musique de la Grèce antique, le tétracorde enharmonique est constitué de deux diesis qui divisent un demi-ton de manière pratiquement égale, surmontés d'une tierce majeure.
Dans le mode dorien grec, le genre enharmonique utilise les intervalles du tétracorde enharmonique : quart-de-ton/quart-de-ton/tierce majeure.
On parle parfois d'intervalles enharmoniques pour désigner des intervalles plus petits qu'un demi-ton. De tels intervalles étaient employés dans la musique grecque la plus ancienne (700-400 av. J.-C.).
Le comma enharmonique est un intervalle de rapport acoustique 128⁄125. C'est l'intervalle entre trois tierces majeures pures et une octave ou entre le demi-ton chromatique et le demi-ton diatonique de la gamme naturelle à tierces pures.